# Raskorak
Raskorak je debitantski in edini studijski album zasedbe Oko, ki je izšel jeseni 1976 pri zagrebški založbi Jugoton. Album je z nekaj dodatnimi skladbami ponovno izšel leta 1998 na zgoščenki pri založbi Max Plus.
Zgodovina jugoslovanskega rocka beleži izid treh pionirskih studijskih albumov v 12 mesecih - Kad bi bio bijelo dugme skupine Bijelo dugme, Pljuni istini u oči skupine Buldožer in Raskorak tria Oko.

## Ozadje
Po izdaji singla »Vse sem dal ti« je skupina v zasedbi Tone Dimnik (bobni), Franjo Martinec (bas kitara) in Pavel Kavec (kitara, vokal) posnela še material za album Raskorak. Spomladi 1976 je skupina na pobudo izvršnega producenta založbe Jugoton, Džeralda Kazaferovića, pripravljeni material s še dvema instrumentalnima temama posnela še v srbohrvaščini za potrebe jugoslovanskega trga. Kot gostje so pri snemanju sodelovali klaviaturist Andrej Konjajev, ki je sicer igral pri ljubljanski skupini Izvir, tolkalist Miha Vipotnik in beograjski pevec Zlatko Manojlović, sicer član skupin Dah in Gordi, ki je odpel skladbo »Sam sam«. Tonski mojster je bil Miro Bevc, snematelj Aco Razbornik, producent Dečo Žgur, ovitek pa je izdelal akademski slikar Kostja Gatnik. Po izdaji albuma je skupina za kratek čas prekinila z delovanjem, na promocijsko turnejo pa se je odpravila v spremenjeni zasedbi Kavec, Zlatko Klun (bobni) in Igor Bošnjak (bas kitara).

## Sprejem
Recenzor portala Progarchives, Sead S. Fetahagić, je v retrospektivni recenziji zapisal: »Naslov je pravi; skupina se je resnično vzpenjala med banalnim hard rockom in ambicioznimi progresivnimi in fusion nagnjenji, čeprav se ni nikoli do konca razvila v nobeni od teh smeri. Kavec je precej dober kitarist, posnemovalec Hendrixove tehnike, vendar ne tako dober vokalist. Prvi dve skladbi, »Hoćeš li sa mnom« in »Sve sam ti dao« zvenita prepričljivo in močno, obe sta solidno odpeti in skomponirani. Mogoče bi lahko postali hit skladbi, če bi se založba bolj potrudila pri promociji na jugoslovanskem trgu, posebnej zato, ker sta obe skladbi odpeti v srbohrvaščini. /.../ Dve instrumentalni skladbi prikazujeta drugačnon, nekoliko bolj jazz rock stran skupine. Martinčeva »Tema IV« ima lep funky groove s sintetizatorskim solom, pri Kavčevi naslovni skladbi pa gre za progresivno usmerjen fusion z odličnim duetom kitare in klaviatur. Obe skladbi dolgujeta precej klaviaturistu Andreju Konjajevu, ki je sicer igral pri kratkotrajni, vendar odlični jazz rock zasedbi Izvir. Žal tega ne moremo reči za še enega gostujočega glasbenika, Zlatka Manojlovića. S svojim motečim falzetom je preprosto uničil balado »Sam sam«, kar je bil slab poskus imitacije hit skladbe »July Morning« skupine Uriah Heep. Ironično je, da je Manojlović precej boljši vokalist kot Kavec, vendar je pri tej skladbi poskušal imitirati Davida Byrona, kar je pripeljalo do katastrofe. Ostale skladbe vsebujejo banalni hard rock brez opomina vrednih trenutkov.«

## Seznam skladb

### Originalna izdaja
Vse pesmi je napisal in uglasbil Pavel Kavec, razen kjer je posebej napisano.
| Stran A | Stran A                     | Stran A |
| Št.     | Naslov                      | Dolžina |
| ------- | --------------------------- | ------- |
| 1.      | „Hoćeš li sa mnom‟          | 4:11    |
| 2.      | „Sve sam ti dao‟            | 4:03    |
| 3.      | „Hej mala‟                  | 3:47    |
| 4.      | „Tema IV‟ (Franjo Martinec) | 5:52    |

| Stran B         | Stran B                                                 | Stran B |
| Št.             | Naslov                                                  | Dolžina |
| --------------- | ------------------------------------------------------- | ------- |
| 1.              | „Baj baj‟                                               | 3:00    |
| 2.              | „Sam sam‟ (Pavel Kavec, Zlatko Manojlović, Pavel Kavec) | 6:35    |
| 3.              | „Raskorak‟                                              | 7:15    |
| Skupna dolžina: | Skupna dolžina:                                         | 34:43   |

### Ponovna izdaja (1998)
Vse pesmi je napisal in uglasbil Pavel Kavec, razen kjer je posebej napisano.
| Št. | Naslov                                                  | Dolžina |
| --- | ------------------------------------------------------- | ------- |
| 1.  | „Hoćeš li sa mnom‟                                      | 4:07    |
| 2.  | „Sve sam ti dao‟                                        | 4:03    |
| 3.  | „Hej mala‟                                              | 3:41    |
| 4.  | „Tema IV‟ (Franjo Martinec)                             | 5:40    |
| 5.  | „Baj baj‟                                               | 2:53    |
| 6.  | „Sam sam‟ (Pavel Kavec, Zlatko Manojlović, Pavel Kavec) | 6:17    |
| 7.  | „Raskorak‟                                              | 8:06    |

| Dodatne skladbe | Dodatne skladbe  | Dodatne skladbe |
| Št.             | Naslov           | Dolžina         |
| --------------- | ---------------- | --------------- |
| 8.              | „Vse sem dal ti‟ | 4:25            |
| 9.              | „Hej mala‟       | 2:47            |
| 10.             | „Hočeš z menoj‟  | 3:25            |
| 11.             | „Baj baj‟        | 2:33            |
| 12.             | „Spet nazaj‟     | 3:17            |
| Skupna dolžina: | Skupna dolžina:  | 51:14           |

## Osebje

### Glasbeniki
Oko
- Pavel Kavec – kitara, vokal
- Tone Dimnik – bobni
- Franjo Martinec – bas kitara

Gostje
- Zlatko Manojlović – vokal (B2)
- Andrej Konjajev – klaviature (A1, A4, B2, B3)
- Miha Vipotnik – zvončki (A1, B3)

### Produkcija
- Producent: Dečo Žgur
- Tonski mojster: Miro Bevc
- Izvršni producent: Džerald Kazaferović
- Oblikovanje: Kostja Gatnik
- Mastering: Martin Žvelc
- Snemalec: Aco Razbornik